# محوطه و تپه شیشه قلعه ۴
محوطه و تپه شیشه قلعه ۴ مربوط به دوران‌های تاریخی پس از اسلام است و در شهرستان بوئین‌زهرا، روستای شیشه قلعه واقع شده و این اثر در تاریخ ۱۰ مهر ۱۳۸۰ با شمارهٔ ثبت ۳۹۳۸ به‌عنوان یکی از آثار ملی ایران به ثبت رسیده است.